# K.u.k. Husarenregiment „Kaiser“ Nr. 1

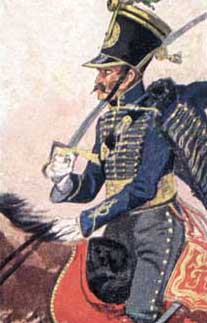
Husar des 1. Regiments um 1814

Das Husarenregiment „Kaiser“ Nr. 1 war als Österreichisch-Habsburgischer Kavallerieverband aufgestellt worden. Die Einheit existierte danach in der k.k. bzw. Gemeinsamen Armee innerhalb der Österreichisch-Ungarischen Landstreitkräfte bis zur Auflösung 1918.
Bei der Aufstellung einer Kavallerie-Rangliste im Jahre 1769 erhielt der Verband die Bezeichnung Cavallerie-Regiment Nr. 2  zugewiesen.
Mit Allerhöchstem Befehlsschreiben vom 30. November 1898 wurde dem Regiment eine goldene Inhaber-Jubiläums-Medaille verliehen. Diese war an einer silbernen Ehrentrompete anzubringen. Die Medaille zeigt auf der Vorderseite das Porträt von Kaiser Franz Joseph I. in der Inhaber-Uniform, die Inschrift „Franz Joseph I.“ und das Wappen mit Krone. Die Rückseite enthielt die Widmung: „Der Inhaber seinem Husaren-Regimente Nr.1, 1848 bis 1898“. Die Ehrentrompete war mit vergoldeten Reliefverzierungen und mit einem bestickten Goldstoff Behang ausgestattet.
Alle Ehrennamen der Regimenter wurden im Jahre 1915 ersatzlos gestrichen. Das Regiment sollte von da an nur noch „Husarenregiment Nr. 1“ heißen. (Dies ließ sich jedoch im allgemeinen Sprachgebrauch nicht durchsetzen, einerseits weil sich niemand daran hielt, andererseits hatte die sparsame k.u.k. Militäradministratur verfügt, zuerst alle vorhandenen Stempel und Formulare aufzubrauchen.)

## Aufstellung
Kaiser Franz I. stellte im Jahre 1756 mit eigenen Mitteln auf seinen Gütern in Holitsch im Komitat Neutra ein Husarenregiment auf das zunächst als „Des Kaisers neuerrichtetes Hollitscher Husarenregiment“ geführt wurde.
Nach Beginn des Siebenjährigen Krieges wurde das Regiment 1757 vor seinem Ausmarsch nach Böhmen vom Kaiser besichtigt und bekam seine Standarte verliehen. Von da an führte die Einheit die Bezeichnung „Kaiser-Husaren“
Im Jahre 1768 wurde das Regiment um eine Eskadron des aufgelösten „Husarenregiment Hadik“ verstärkt und erhielt im darauffolgenden Jahr die Ranglistennummer 2 der gesamten Kavallerie.
1775 wurde die Oberst-Division des aufgelösten Husarenregiments Török eingegliedert.
1798 musste die 4. Division (eine Division bestand aus zwei Eskadrons) an das neu zu errichtende Husarenregiment Nr. 5 abgegeben werden, gleichzeitig wurde den Kaiser-Husaren die Stamm Nr. 1 zugeteilt.
Nach den politischen Unruhen und Aufständen in Ungarn 1849 stellte man das Regiment in Prossnitz/Mähren komplett neu auf. Im Jahre 1860 wurde die wiedererrichtete 4. Division aufgelöst und das Personal auf das Regiment verteilt. Vier Korporale und 20 Husaren gingen an das Freiwilligen-Husaren-Regiment Nr. 1.

### Ergänzungen
Das Regiment ergänzte sich aus den folgenden Wehrbezirken:
- 1781 bis 1830 Alt-Ofen
- 1830 bis 1853 Stuhlweißenburg
- 1853 bis 1857 Szegedin
- 1857 bis 1860 Szegedin und Alt-Arad
- 1860 bis 1882 Szolnok
- 1883 bis 1889 Szegedin und Békéscsaba
- 1889 bis 1914 aus dem Bereich des VII. Korps – Temesvár.

## Friedensgarnisonen
| I. | II. | III. |
| --- | --- | --- |
| - 1756 bis 1757 Soroksár - 1757 bis 1763 Käsmark - 1763 bis 1766 Svedlér - 1766 bis 1772 Tarnopol - 1772 bis 1774 Hussjatyn - 1774 bis 1779 Olesko - 1779 bis 1786 Zloczów - 1787 bis 1788 Rzeszów, dann Zloczów - 1791 bis 1793 Novosielica - 1797 Mühldorf/Bayern - 1798 bis 1799 Möhringen - 1801 Zloczów - 1803 bis 1806 Zolkiew | - 1808 bis 1809 Siedlec - 1810 bis 1812 Troppau - 1814 bis 1815 Gródek - 1816 bis 1823 Újpest - 1823 Wien - 1824 bis 1830 Rohatyn - 1831 Jaroslau und Jaworów - 1832 bis 1842 Reps und Ujpécs - 1842 bis 1848 Esseg - 1849 bis 1852 Prossnitz - 1852 bis 1854 Lancut - 1854 Strusów und Brody - 1855 Cremona | - 1856 bis 1857 Padua - 1858 bis 1859 Verona - 1859 Mirano - 1860 Pordenone - 1861 Verona - 1863 bis 1866 Radkersburg - 1866 bis 1871 Tarnów - 1871 bis 1874 Temesvár - 1874 bis 1891 Ungarisch-Weisskirchen - 1891 Kronstadt - 1892 Wien - 1903 Nagyszeben - 1908 Wien XIII. Bez. Breitenseerstr. 61 / Kaiser-Franz-Josef-Kavalleriekaserne |

## Regimentsinhaber
- 1756 Kaiser Franz I. Regiment Kaiser-Husaren
- 1756 Kaiser Joseph II. Regiment Kaiser-Husaren
- 1790 Kaiser Leopold II. Regiment Kaiser-Husaren
- 1798 Umbenennung in Husaren Regiment Nr. 1
- 1806 Kaiser Franz I.
- 1835 Kaiser Ferdinand
- 1848 Kaiser Franz-Joseph I.
- 1916 Kaiser Karl I.

### Zweite Inhaber
- 1767 Generalmajor Graf Ignaz Joseph Almásy von Zsádanyi
- 1804 Generalmajor Fürst Paul III. Anton Esterházy
- 1808 Freiherr Sigmund von Szent-Kereszti
- 1824 unbesetzt
- 1825 Generalmajor Graf Emmanuel von Mensdorff-Pouilly
- 1852 Feldmarschalleutnant[2] Franz Freiherr von Ottinger

### Regiments-Kommandanten
| I. | II. | III. |
| --- | --- | --- |
| - 1756 Oberst Graf Almásy - 1763 Oberst Freiherr von Kiss - 1773 Oberst Rappolt - 1774 Oberst Vécsey Freiherr von Hainácskö - 1783 Oberstleutnant von Fabry - 1784 Oberst Mészáros de Szoboszló - 1789 Oberst Freiherr von Blascovich - 1794 Oberst Nagy von Felsö-Eör - 1798 Oberst Graf Keglevich - 1799 Oberst von Keßler - 1805 Oberst Freiherr von Graffen - 1805 Oberst Graf Neipperg - 1809 Oberst Freiherr von Szent-György | - 1812 Oberst von Jünger - 1815 Oberst von Legeditsch - 1828 Oberst von Derra - 1833 Oberst Freiherr von Wachenheim - 1846 Oberst Graf Castiglione - 1847 Oberst Erzherzog Franz Joseph (2. Oberst) - 1849 Oberst Graf Pálffy ab Erdöd - 1854 Oberst Graf Schaaffgotsche - 1859 Oberst von Bakalovich - 1860 Oberst von Tóth - 1866 Oberst Rigyitsky von Skrbestje - 1869 Oberst Erös von Bethlenfalva | - 1874 Oberst von Mehlem - 1874 Oberst Merlot - 1875 Oberst Wussin - 1878 Oberstlieutenant-Oberst Dreihann Freiherr von Sulzberg am Steinhof - 1879 Oberst Ritter von Baccarcich - 1884 Oberst Wilhelm Erbprinz zu Nassau - 1888 Oberst Farkas von Felsö-Eör - 1894 Oberst Turkovich - 1895 Oberstlieutenant-Oberst Littke - 1903 Oberst Ernst Freiherr Unterrichter v. Rechtenthal - 1907 Oberst Artur Ritter Peteani von Steinberg - 1911 Oberst Viktor von Mouillard |

## Gefechtskalender
Siebenjähriger Krieg
- Sofort nach der Aufstellung rückte das Regiment 1757 nach Böhmen aus und kämpfte dort im 1. Schlesischen Krieg bei Bilan und in der Schlacht bei Kolin, bei Görlitz Schweidnitz und Breslau. In der Schlacht bei Leuthen kam das Regiment nur unwesentlich zum Einsatz.
- 1758 Kämpfe in Böhmen, Gefechte bei Praussnitz, Hermannseifen und Trautenau, Schlacht bei Hochkirch
- 1759 folgten Gefechte bei Greiffenberg, Schlacht bei Maxen und Meißen
- 1760 Schlacht bei Torgau
- 1761 Kampfhandlungen in Sachsen, zwei Eskadronen waren bei dem Scharmützel bei Strehla beteiligt.

→Koalitionskriege
- 1792 Scharmützel bei Windisch-Borna, Fürstenau und Peilau
- 1793 Kämpfe in Galizien, Belagerung von Festung Chotyn, anschließend in den Niederlanden und Nordfrankreich. Gefechte bei Avesnes-le-Sec
- 1794 Schlachten bei Catillon, Erquelinnes, Charleroi und Fleurus, beim Rückzug Gefechte an der Rur.
- 1794 Gefechte bei Valje-Szaka, Foksani und Martinestie
- 1795 Gefechte bei Ilbesheim und Kreuznach, 2. Majors-Division bei Bacharach
- 1796 Teile des Regiments fochten bei Amberg, Würzburg, Aschaffenburg und an der Lahn.
- 1799 Kämpfe in Italien, bei Ostrach, Liptingen und Stockach, später Verlegung an den Oberrhein, Vorpostengefechte bei Neumühl, Unter-Grombach und Wiesloch
- 1800 Kämpfe um Ulm, später in der Oberpfalz, große Verluste hatte die Einheit im Gefecht bei Abbach.
- 1805 Rückzug zum Inn und weiter bis nach Ungarn. Verlegung nach Mähren und Teilnahme an der Schlacht bei Austerlitz und am Gefecht bei Kostel.
- 1809 Im Feldzug in Polen gehörte das Regiment zum VII. Korps.

Feldzug nach Russland
- 1812 Drei Divisionen des Verbandes waren dem sogenannten Auxiliar-Korps des Fürsten Schwarzenberg zugeteilt.

Befreiungskriege

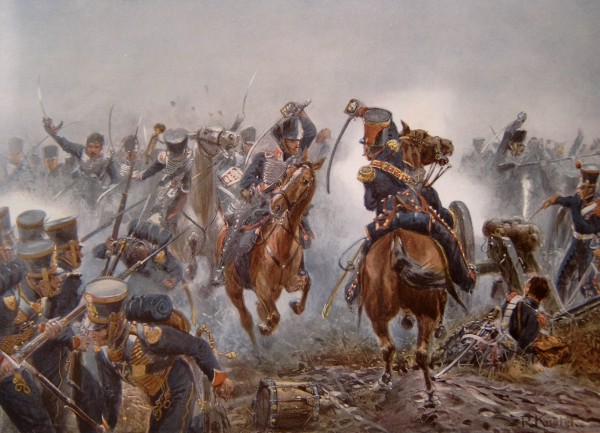
Husaren im Reiterkampf (Völkerschlacht bei Leipzig)

- 1813 bei der Hauptarmee in Böhmen und Sachsen, Gefechte bei Wüst-Olbersdorf, Reichenberg, Kratzau, Schlacht bei Leipzig, sowie Angriff auf Hochheim.
- 1814 gehörte das Regiment zur Süd-Armee und war an Vorpostengefechte bei Meximieux, Macon und St. Julien beteiligt.
- 1815 bei der Belagerungsarmee um Straßburg und um Hüningen. Gefecht bei Hausbergen

Revolution von 1848/1849 im Kaisertum Österreich
- 1848/49 beteiligten sich die Husaren am ungarischen Aufstand und kämpften gegen die kaiserlichen Truppen und deren Verbündete.
- 1849 wurde das wegen Meuterei aufgelöste Regiment neu aufgestellt.

Sardinischer Krieg
- 1859 im Feldzug gegen Italien auf das VII. und VIII. Korps aufgeteilt. Teilnahme an Gefechten bei Casale, Vercelli, Castenedolo, Varese und der Schlacht bei Magenta. Eine Escadron kämpfte bei Solferino.

Dritter Italienischer Unabhängigkeitskrieg
- 1866 Mit 5 Escadronen Teilnahme an der Schlacht bei Custozza

Erster Weltkrieg
- Das Regiment kämpfte zunächst im geschlossenen Verband im Osten und Südosten um dann als Divisionskavallerie aufgeteilt zu werden. Teile des Verbandes wurden zuletzt abgesessen als Kavallerie-Schützen verwendet.

## Verbleib
Nach der Proklamation Ungarns als eigenständiger Staat im Oktober 1918 wurden die ungarischstämmigen Soldaten von der Interimsregierung aufgerufen, die Kampfhandlungen einzustellen und nach Hause zurückzukehren. In der Regel wurde dieser Aufforderung Folge geleistet. Somit war der Verband seinem bisherigen Oberkommando, dem k.u.k. Kriegsministerium entzogen und konnte von diesem nicht demobilisiert und allenfalls theoretisch aufgelöst werden. Ob, wann und wo eine solche Auflösung stattgefunden hat, ist gegenwärtig nicht bekannt.

## Zugehörigkeit und Status im Juli 1914

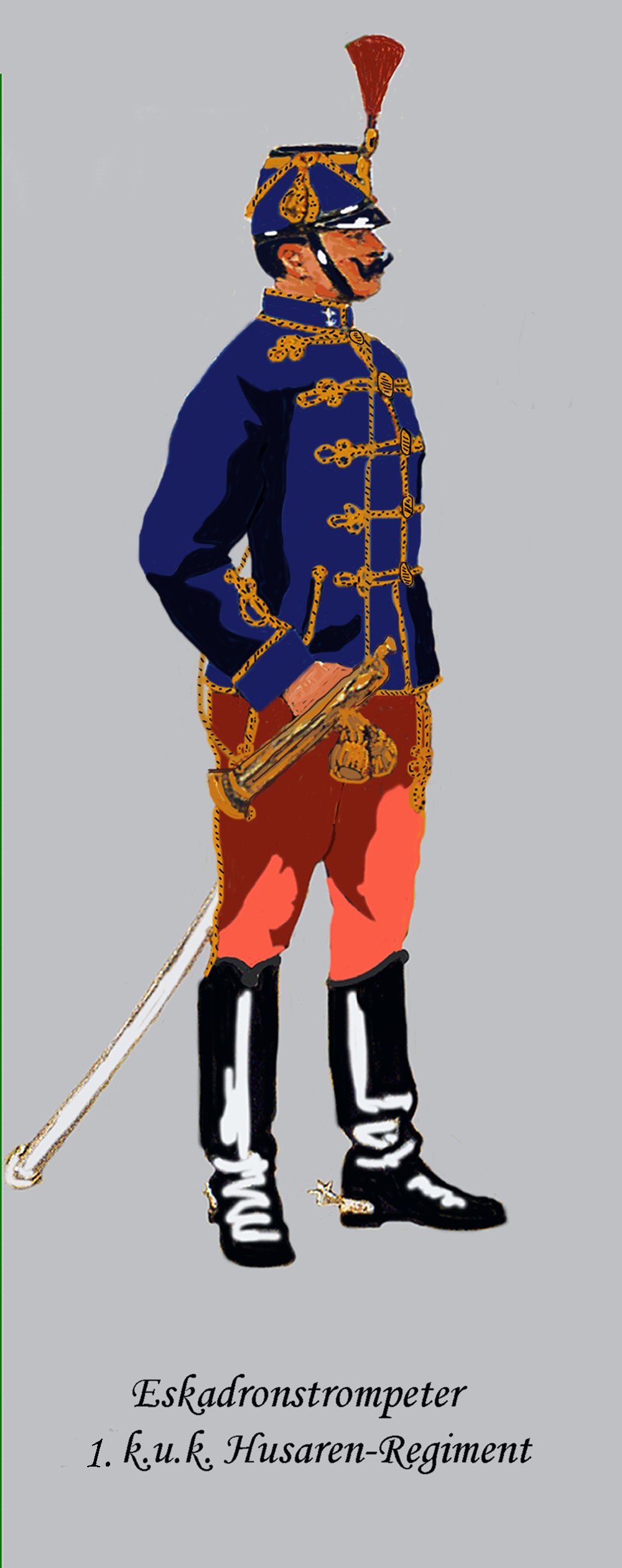
Uniform bis 1916

VII. Korps – 3. Kavallerie Truppendivision – 17. Kavalleriebrigade
Nationalitäten: 85 % Magyaren – 15 % Sonstige
Garnison: Wien
Kommandant: Oberst Viktor von Mouillard
Regimentssprache: ungarisch
Uniform: Dunkelblaue Attila mit gelben Oliven (Knöpfen) und dunkelblauem Tschakobezug.
Ersatzkader – Nagy-várad

## Gliederung
Ein Regiment bestand in der Österreichisch-Ungarischen Kavallerie in der Regel ursprünglich aus drei bis vier (in der Ausnahme auch mehr) Division. (Mit Division wurde hier ein Verband in Bataillonsstärke bezeichnet. Die richtige Division wurde Infanterie- oder Kavallerie-Truppendivision genannt.) Jede Division hatte drei Eskadronen, deren jede wiederum aus zwei Kompanien bestand. Die Anzahl der Reiter in den einzelnen Teileinheiten schwankte, lag jedoch normalerweise bei etwa 80 Reitern je Kompanie, bzw. 160 Reitern je Eskadron.
(Bei der, durch Kaiser Joseph II. begonnenen Heeresreform war die Kompaniegliederung innerhalb der Kavallerie aufgegeben worden.)
Die einzelnen Divisionen wurden nach ihren formalen Führern benannt:
- die 1. Division war die Oberst-Division
- die 2. Division war die Oberstlieutenant (Oberstleutnant)-Division
- die 3. Division war die Majors-Division
- die 4. Division war die 2. Majors-Division

Im Zuge der Heeresreform wurden die Kavallerie-Regimenter ab 1860 auf zwei Divisionen reduziert.
Bis zum Jahre 1798 wurden die Regimenter nach ihren jeweiligen Inhabern (die nicht auch die Kommandanten sein mussten) genannt. Eine verbindliche Regelung der Schreibweise existierte nicht. (zum Beispiel Regiment Graf Serbelloni – oder Regiment Serbelloni.) Mit jedem Inhaberwechsel änderte das betroffene Regiment seinen Namen. Nach 1798 galt vorrangig die nummerierte Bezeichnung, die unter Umständen mit dem Namen des Inhabers verbunden werden konnte.
Bedingt durch diese ständige Umbenennung sind die Regimentsgeschichten der österreichisch-ungarischen Kavallerie nur sehr schwer zu verfolgen. Hinzu kommt die ständige und dem Anschein nach willkürliche, zu Teil mehrfache Umklassifizierung der Verbände. (Zum Beispiel: K.u.k. Dragonerregiment „Fürst zu Windisch-Graetz“ Nr. 14)